# 布勒伊勒韦尔
布勒伊勒韦尔（法語：Breuil-le-Vert，法語發音：[bʁœj lə vɛʁ]）是法国瓦兹省的一个市镇，属于克莱蒙区。

## 地理
布勒伊勒韦尔（49°21'39"N, 2°26'12"E）面积7.37 平方千米，位于法国上法蘭西大區瓦兹省，该省份为法国北部内陆省份，北起索姆省，西接厄尔省和滨海塞纳省，南至塞纳-马恩省和瓦兹河谷省，东临埃纳省。
与布勒伊勒韦尔接壤的市镇（或旧市镇、城区）包括：克莱蒙、巴耶瓦勒、布勒伊勒塞克、讷伊苏克莱蒙、朗蒂尼。
布勒伊勒韦尔的时区为UTC+01:00、UTC+02:00（夏令时）。

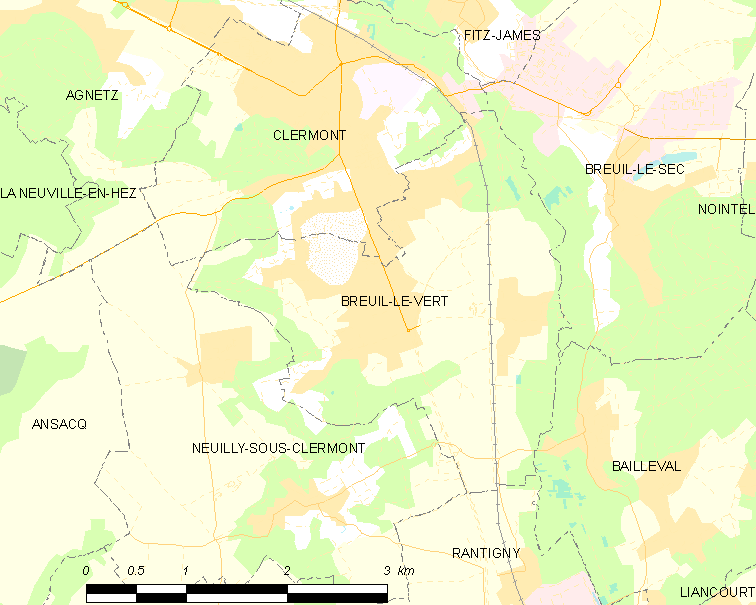
布勒伊勒韦尔的OSM定位图

## 行政
布勒伊勒韦尔的邮政编码为60600，INSEE市镇编码为60107。

## 政治
布勒伊勒韦尔所属的省级选区为克莱蒙县。

## 人口

1962-2008年间布勒伊勒韦尔人口变化图示

布勒伊勒韦尔于2022年1月1日时的人口数量为3150人。